# 두건덕

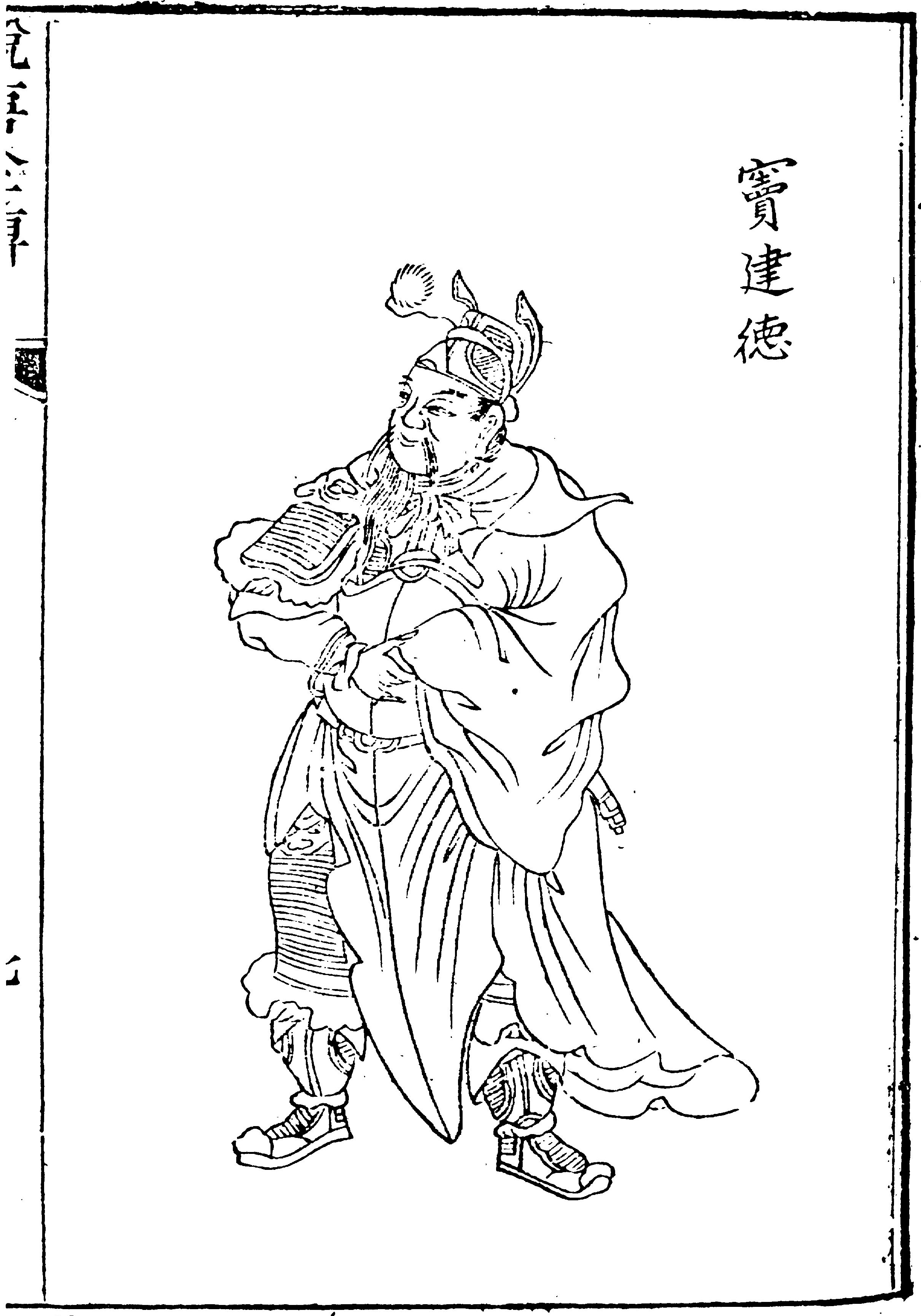
두건덕

두건덕(중국어 정체자: 竇建德, 병음: Dòu Jiàndé 더우젠더[*], 573년 ~ 621년)은 중국 수말당초 시기의 군웅으로, 패주(貝州) 장남(漳南) 출신이다. 하북을 점거하고 하(夏)의 왕을 자칭했으나, 호뢰 전투에서 진왕 이세민(李世民)에게 크게 패하고 세력이 소멸되었다. 혼란기 당시 군웅들 중에서도 가장 유능하고 의협(義俠)과 인의(仁義)의 인물로 널리 알려져 있다.

## 생애
그는 농민 출신으로 일찍이 이장(里長)이 되었고, 대업 7년에 산동지방에 큰 가뭄이 들자 그는 병사를 일으켜 고사달(高士達)에게 투항하여 사병(司兵)으로 임명되었다.
대업 12년에 군사마(軍司馬)가 되었고 고사달이 죽은 후에 스스로 장군으로 칭하고 수십만의 병사를 거느리게 되었다. 대업 13년에 악수(樂壽)에서 스스로 장락왕(長樂王)이라고 칭하였으며, 그 다음해에는 하왕(夏王)으로 칭하였다. 연호를 오봉(五鳳)이라고 하였으며 국호를 하(夏)라고 하였다.
621년에 당나라 장수 이세민(훗날의 당 태종)이 지금의 하남 일대를 지배하고 있던 정나라의 황제 왕세충을 공격했을 때, 당나라가 정나라를 멸망시킬 수 있다면 자신의 하나라도 같은 처지에 놓이게 될 것이라고 판단하였다. 그래서 아내 조씨(曹氏)와 모사 능경(凌敬)의 충고조차 무시하고 왕세충을 구원하러 나섰다가, 결국 호뢰 전투에서 이세민에게 참패하여 사로잡혔다. 이세민의 아버지인 당 고조 치세 하의 당나라 조정에 의해 죽임을 당하였다.
두건덕의 사후 하나라의 영토는 일시 당나라에 의해 탈취되었으나, 곧 두건덕의 장수였던 유흑달(劉黑闥)이 당나라의 지배에 반기를 들고 일어나서 그의 영토를 다시 점거하였고, 이후 623년까지 당나라에 지속적으로 대항하였다.

## 연호
- 정축(丁丑)：617년 ~ 618년
- 오봉(五鳳)：618년 ~ 621년

## 가족 관계
- 아내：조씨

## 참고 문헌
- 《구당서》, 권 054 - 열전(列傳) 제4 - 두건덕전(竇建德傳)
- 《신당서》, 권 085 - 열전(列傳) 제10 - 두건덕전(竇建德傳)
- 《자치통감》, 권 181 ・182 ・183 ・184 ・185 ・186 ・187 ・188 ・189
- 황충호 지음, 『제왕 중의 제왕, 당태종 이세민』. 아이필드, 2008년

| 전임 수 양제 양광 | 중국 하북의 지배자 617년 ~ 621년 | 후임 한동왕 유흑달 |